# Eopsaltria
Eopsaltria és un gènere d'ocells de la família dels petròicids (Petroicidae). El gènere va ser nomenat per l'ornitòleg William John Swainson l'any 1832.

## Taxonomia
Segons la Classificació del Congrés Ornitològic Internacional (versió 11.1, 2021) aquest gènere està format per dues espècies:
- Eopsaltria griseogularis - petroica ventregroga occidental.
- Eopsaltria australis - petroica ventregroga oriental.